# Rognon, Doubs
Rognon là một xã của tỉnh Doubs, thuộc vùng Bourgogne-Franche-Comté, miền đông nước Pháp.

## Dân số
| 1962                                 | 1968 | 1975 | 1982 | 1990 | 1999 | 2004 |  |
| ------------------------------------ | ---- | ---- | ---- | ---- | ---- | ---- |  |
| 40                                   | 45   | 56   | 70   | 55   | 44   | 45   |  |
| Từ năm 1962: Dân số không tính trùng |      |      |      |      |      |      |  |